# Crepidula fornicata
Crepidula fornicata е соленоводен охлюв от семейство Calyptraeidae.

## Разпространение и местообитание
Видът е разпространен по северозападното атлантическо крайбрежие от Нова Скотия на север до Мексиканския залив на юг. Видът е интродуциран в различни части на Световния океан. Видът обитава в близост до вливането на реки на дълбочина до 70 метра.

## Описание
Размерите на черупката са 20 – 50 mm. като максималната измерена дължина е 56 mm.

## Хранене
Видът се храни с планктон и детрит от дъното.